# Milieu Rothe
Le milieu de Rothe est un milieu de culture utilisé pour l'enrichissement en Enterococcus (microbiologie alimentaire).

## Composition
- peptone : 20,0 g
- glucose : 5,0 g
- azide : 0,2 g
- NaCl : 5,0 g
- hydrogénophosphate de potassium : 2,7 g
- dihydrogénophosphate de potassium : 2,7 g

pH = 6,8

## Préparation
36,2 g par litre (simple concentration) ou 72,4 (double concentration). Autoclavage classique.

## Lecture
Ce milieu permet l'enrichissement en Entérocoques d'un inoculum de produit alimentaire. Un trouble signe la présence éventuelle de ces bactéries qu'il faudra ensuite confirmer par le test de Litsky, l'isolement et l'identification des colonies.